# Theresa Knorr
Theresa Knorr, (Theresa Jimmie Francine Cross; født 12. marts 1946 i Sacramento) i Californien er en dømt morder, der er kendt for at have mishandlet og myrdet to af sine børn og brugt sine andre børn til at skjule forbrydelserne.

## Tidligere liv
Hendes mor var Swannie Gay Cross, og hendes far hed Jim Cross. Hun var den yngste i familien og var meget hengiven over for sin mor. Da hendes mor døde i 1961, fik Theresa en depression. I en alder af 16 giftede hun sig med Clifford Clyde Sanders, de fik i 1964 en søn Howard Clyde Sanders. Deres ægteskab endte med, at hun skød og dræbte ham i sommeren 1964, mens de boede i Galt i Californien. Hun blev anklaget, men blev fundet ikke skyldig i forbrydelsen. Hun var gravid og fødte sit andet barn,  datteren Sheila Gay Sanders i 1965.
Ingen af Knorr børn blev skånet for hendes fysiske, verbale og psykiske misbrug. Men Knorr havde et særligt had til sine døtre Suesan og Sheila, fordi pigerne voksede og blomstrer til unge kvinder, mens hun selv stod over for udsigten til at blive gammel (ifølge et interview med hendes overlevende datter, Terry, i en episode af A & E 'Cold Case Files med titlen "Mors regler"). I årevis mishandlede og torterede hun sine børn ved bl.a. at brænde dem med cigaretter og slå dem. Knorr fokuserede sin vrede på døtrene og trænede sine sønner til at slå og kontrollere deres søstre.

## Suesans død
Under en ophedet diskussion i 1983 greb Knorr en 22-kaliber pistol og skød Suesan i brystet. Kuglen satte sig ryggen, men Knorr nægtede at søge lægehjælp og lod Suesan ligge i badekarret. Suesan overlevede, og Knorr lænkede hende til en sæbeskål og begyndte at pleje hende. Suesan kom sig til sidst fra sine sår uden professionel behandling.
I 1984 besluttede Suesan at fortælle sin mor, at hun gerne vil flytte. Knorr gav hende lov under forudsætning af, at Suesan ville lade hende fjerne kuglen fra hendes ryg. Fjernelsen fandt sted på køkkengulvet med mellariltableter og spiritus som bedøvelsesmiddel. Knorr beordrede Robert til at fjerne kuglen med en hobbykniv. En infektion sætte snart ind og Suesans hud blev gul til gulsot og hun fik delirium. Hun lå døende på gulvet og Knorr bad de andre børn om at gå over hende. Som Terry fortalte Cold Case Files, Knorr fortalte sine andre børn, at Suesan sygdom var et resultat af en besættelse af Satan, og at den eneste måde at rense for den dæmon var med ild. Hun tvang Robert og Bill til at hjælpe hende med at skaffe Suesan af vejen. De kørte hende til Sierra Nevada, Interstate 80 km uden for Truckee, der lagde de hende ned, hældte benzin på hende og brændte hende levende.
Mordsagen er gennemgået i flere tv-programmer, heriblandt i Par der dræber (2009).